# Geneva (Nebraska)
 For alternative betydninger, se Geneva. (Se også artikler, som begynder med Geneva)
Geneva er en amerikansk by og administrativt centrum for det amerikanske county Fillmore County, i staten Nebraska. I 2000 havde byen et indbyggertal på 2.226.
Blandt andet Nobelpristageren i økonomi i 2020 Robert B. Wilson er født i byen.